# Řepinka latnatá
Řepinka latnatá (Neslia paniculata) je štíhlá, středně vysoká, žlutě kvetoucí plevelná bylina která je jediným druhem globálně rozšířeného rodu řepinka z čeledě brukvovitých.

## Rozšíření
Je původem euroasijská stepní rostlina, její areál výskytu se rozprostírá od Atlantiku přes celou Evropu směrem na východ po Kavkaz, Himálaj, Střední Asii, střední Sibiř a do Mandžuska na východě Asie, směrem na jih po sever Afriky. Zavlečena byla i do Severní a Jižní Ameriky.
V České republice tento archeofyt vyrůstá téměř po celém území. Vyžaduje těžké, vápnité, slínité a na živiny bohaté půdy, roste na polích, úhorech, u cest i na rumištích a skládkách. Ojediněle se objevuje také v kulturních rostlinách, v obilovinách a okopaninách. Přes svůj stepní původ není náročná na teplo a v podhůří vystupuje tak vysoko jak roste obilí.

## Popis
Jednoletá nebo ozimá rostlina porostlá drsnými chlupy, hvězdicovitými hustě a jednoduchými řídce. Z tenkého vřetenovitého kořen vyrůstá přímá, v horní části rozvětvená (méně často je jednoduchá) lodyha vysoká 20 až 80 cm a u báze hrubá 2 až 3 cm. Listy přízemní jsou krátce řapíkaté a brzy usychají. Lodyžní listy vyrůstají střídavě, jsou přisedlé nebo objímavé se špičatými oušky asi 5 mm dlouhými. Jejich podlouhlé až kopinaté čepele, dlouhé 3 až 7 cm a 1 cm široké, jsou na koncích špičaté a po obvodě celokrajné nebo jemně zubaté, směrem vzhůru se zkracují a zužují a oboustranně jsou porostlé hvězdicovitými chlupy.
Na koncích lodyh vyrůstají pravidelné, čtyřčetné, oboupohlavné stopkaté květy tvořící mohutné květenství koncový hrozen s 50 až 90 květy, v době dozrávání plodůse výrazně prodlužuje. Vztyčené trvalé kališní lístky, až 2 mm dlouhé, jsou podlouhle kopinaté a tupě zakončené, mají zelenožlutou barvu a po obvodě tenký blanitý lem. Korunní lístky, až 3 mm dlouhé, jsou podlouhle obvejčité a mají světložlutou barvu. V květu je šest mírně dvoumocných tyčinek ve dvou kruzích, po obou stranách venkovních jsou čtyři půlměsíčkové nektaria, prašníky jsou vejčité. Čnělka nesoucí hlavičkovitou bliznu je u báze ztenčená a při dozrávání odpadne. Rostlina kvete nejčastěji od května do července, je hmyzosprašná nebo samosprašná. Základní chromozómové číslo je x = 7.
V původně dvoupouzdrém semeníku se čtyřmi vajíčky jedno pouzdro a tři vajíčka obvykle zanikají, semeník se stává jednopouzdrým s jediným vajíčkem a jednosemenné, nepukající, hrubostěnné plody jsou považovány za nažky. Vyrůstají na šikmo odstálých až vodorovných chlupatých plodních stopkách dlouhých okolo 1 cm, jsou kulovitého tvaru a velikosti asi 2,4 mm a jejich drsný povrch je zbarven zeleně, hnědě nebo nafialověle, po vyschnutí jsou svrasklé. Každá obsahuje světle hnědé semeno asi 1,2 mm velké, oválného až kulovitého tvaru, které je na povrchu jemně síťované, po navlhčení neslizovatí.

## Rozmnožování
Řepinka se rozmnožuje výhradně semeny, ta klíčí celoročně a nepravidelně, v půdě si podržují několikaletou klíčivost. Ozimé formy, ze semen vyklíčených z podzimu, na jaře rychle rostou a brzy kvetou, jejich semena tak dozrávají obvykle před sklizní obilí. Část těchto semen vypadne na půdu a zbytek se obvykle sklidí se zrním. Jarní formy kvetou později a jednotlivě, mnohde až do podzimu. S osivem byla pravděpodobně také zavlečena do Nového světa. Protože neobrůstá po posečení nemůže růst a úspěšně se množit ve víceletých pícninách.

## Význam
Tento druh byl nejen v ČR považován za nepříjemný plevel, v příhodných obdobích klíčil na podzim v takovém množství, že utlačoval plodiny, např. ozimé a jarní obiloviny, řepku, len a okopaniny. Zvláště na počátku jara, kdy řepinka latnatá vytváří široké listové růžice a lodyhy které potřebují hodně živin, vláhy a světla ke svému růstu se na vyseté plodiny nedostává.
V krajinách kde se osivo obilovin pravidelně čistí je škodlivost tohoto druhu nepatrná a považuje se za málo významný plevelný druh. V současnosti se na polích v Česku vyskytuje jen velmi omezeně.

## Taxonomie
Někdy je uznáváno dělení řepinky latnaté do dvou poddruhů:
- Neslia paniculata subsp. paniculata
- Neslia paniculata subsp. thracica (Velenovský) Bornmüller

Poddruhy se od sebe odlišují špičatým nebo zakulaceným zakončením plodů. V České republice roste pouze nominátní poddruh.